# Demi Rose
Pour les articles homonymes, voir Rose.
Demi Rose Mawby, née le 27 mars 1995 à Birmingham en Angleterre est une mannequin britannique. Elle publie des photos de charme sur Instagram et est connue pour ses courbes voluptueuses. Sur Instagram elle est suivie par plusieurs millions d'abonnés. 

## Biographie
En décembre 2016, elle a fait la couverture du magazine Sixty6.

## Vie privée
En mai 2016, elle devient un temps la compagne du rappeur Tyga,.